# Đại học Lazarski

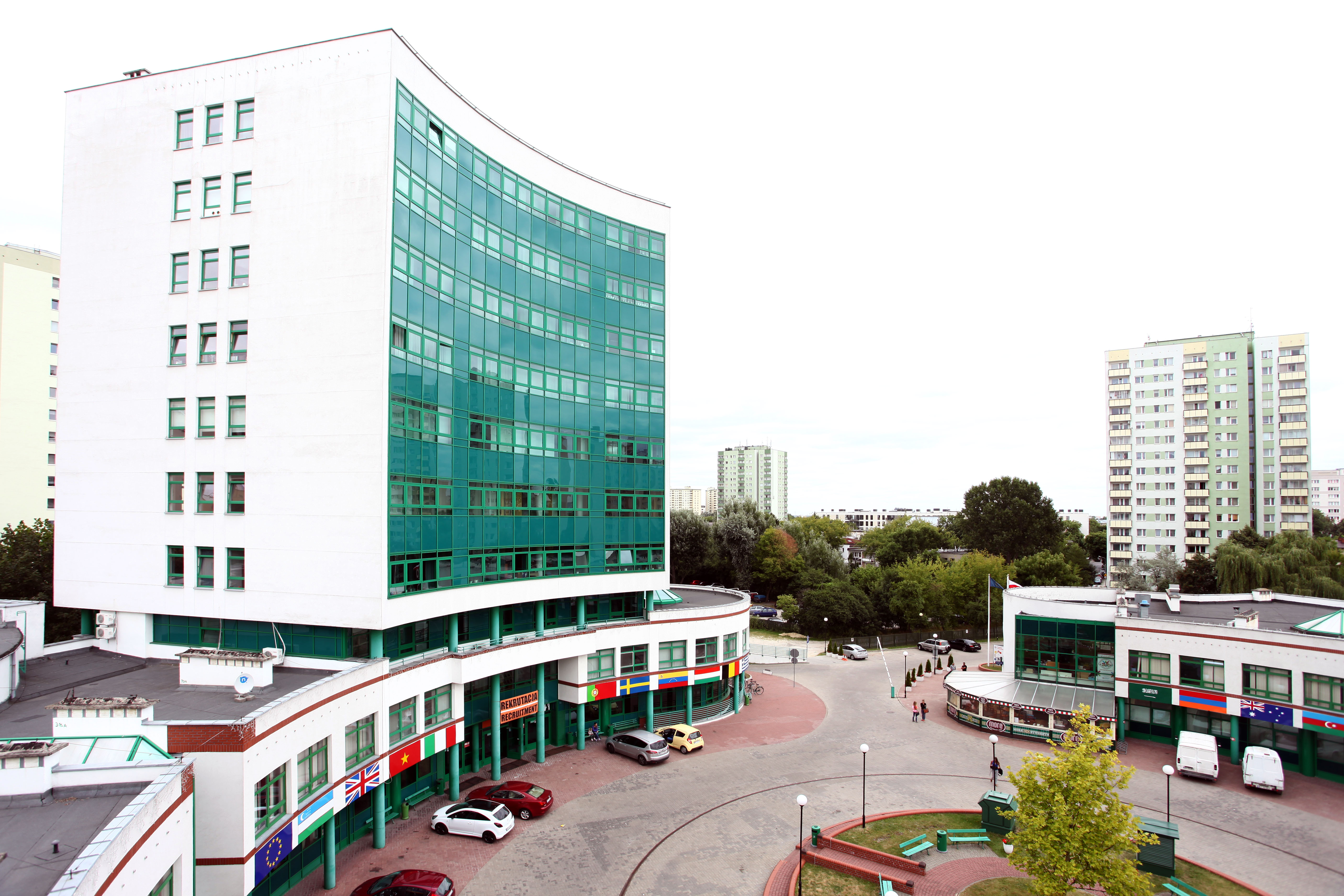
Uczelnia Łazarskiego

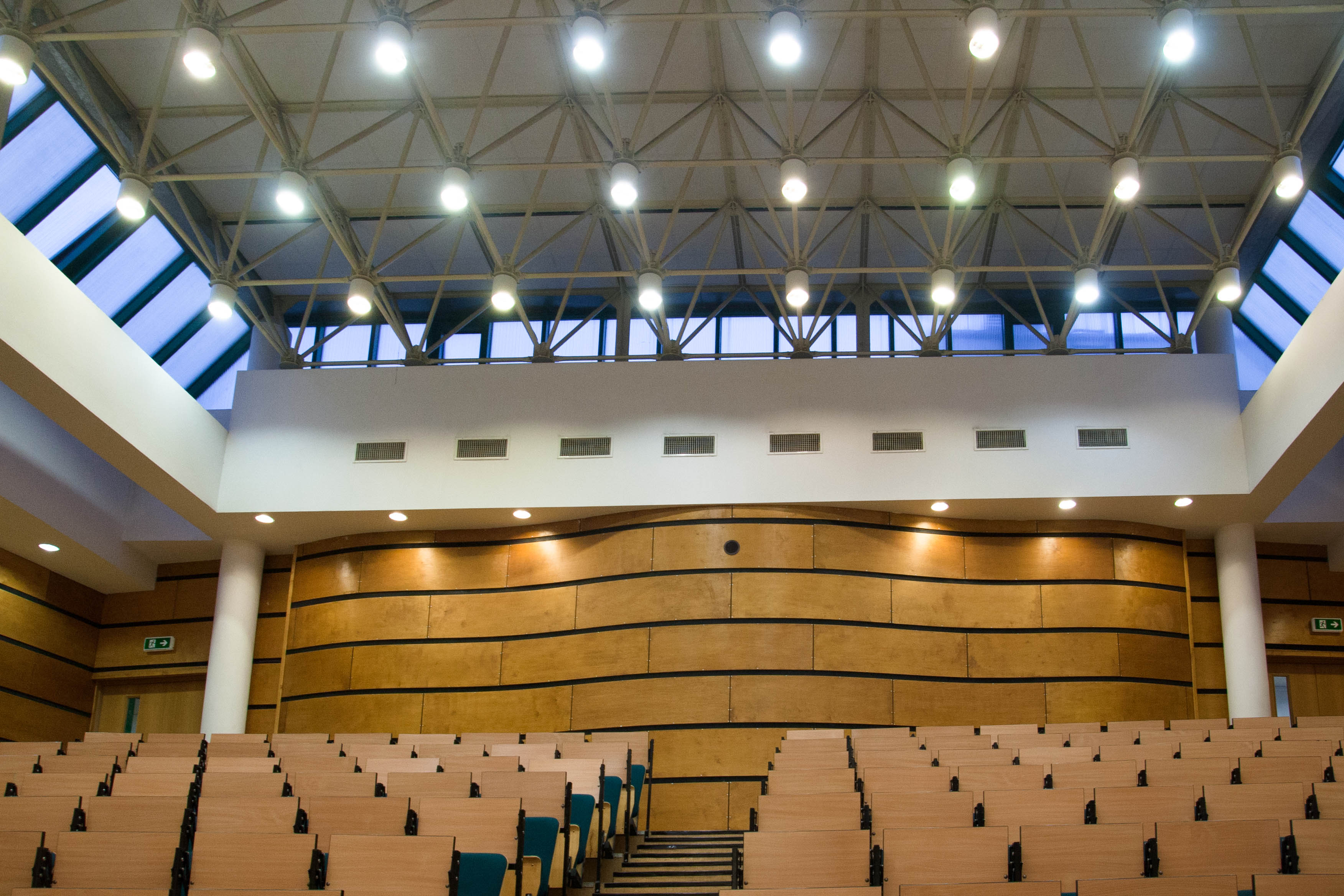
Uczelnia Łazarskiego

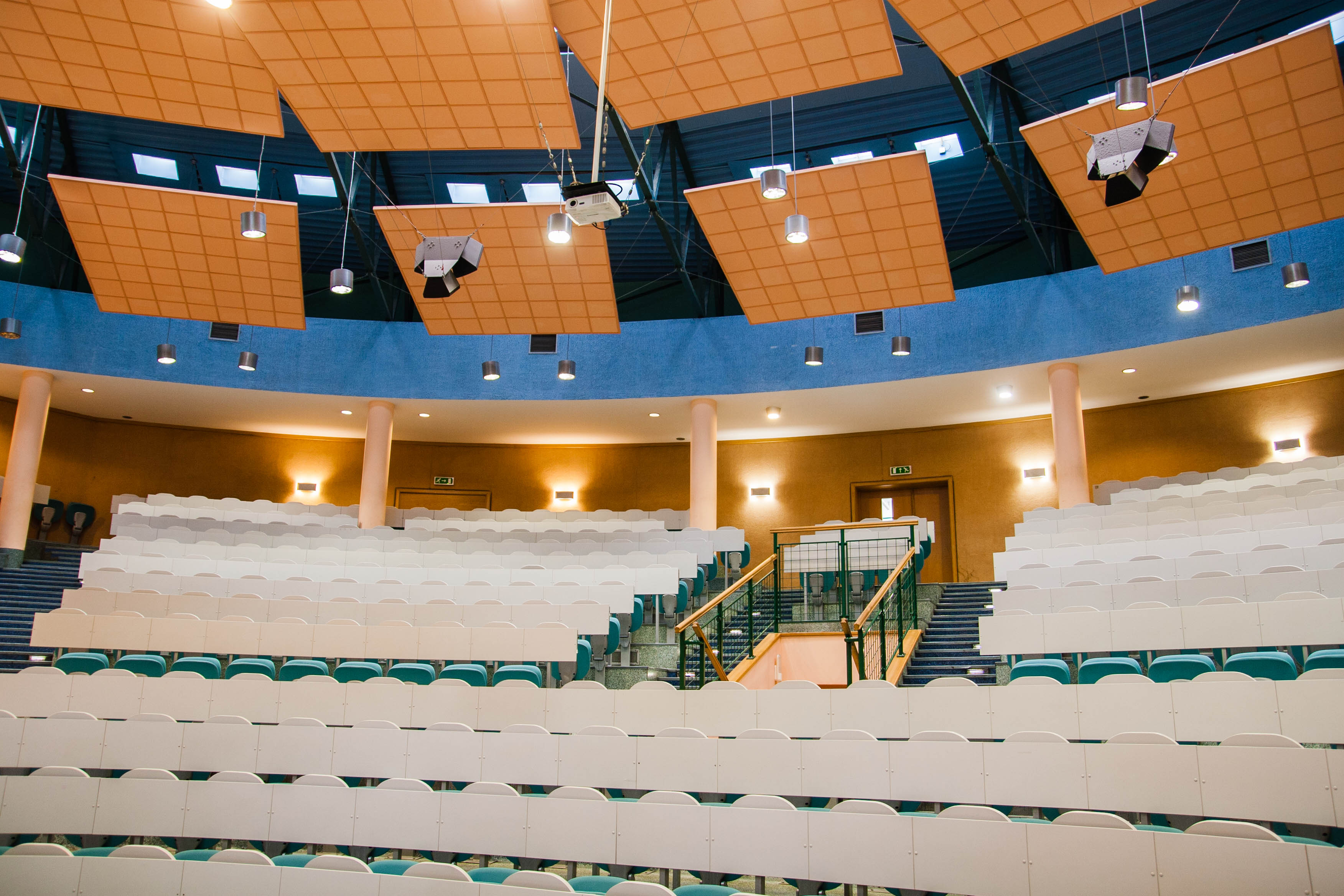
Uczelnia Łazarskiego

Đại học Lazarski (tiếng Ba Lan: Uczelnia Łazarskiego, trước đây gọi là Trường thương mại và luật cao cấp Ryszard Łazarski ở Warsaw) là một trường đại học tư nhân Ba Lan tại Warsaw, được thành lập bởi Ryszard Łazarski vào năm 1993.
Chương trình giáo dục bao gồm các nghiên cứu tại 3 khoa: Khoa Luật và Quản trị, Khoa Kinh tế và Quản lý và Khoa Y. Hoạt động giáo dục của trường đại học bao gồm nghiên cứu BA, nghiên cứu MA, nghiên cứu tiến sĩ luật, nghiên cứu sau đại học, MBA, LLM, hội thảo tiến sĩ, đào tạo và các khóa học ngôn ngữ. Trường đại học cũng cung cấp các nghiên cứu bằng tiếng Anh, cho phép để có được bằng cấp của Đại học Coventry.
Trường đại học đào tạo luật sư, nhà kinh tế, doanh nhân, công chức, chính trị gia và nhà ngoại giao. Năm 2017, nó cũng bắt đầu đào tạo bác sĩ tại Khoa Y, vì nó là trường đại học tư thục thứ hai ở Ba Lan .

## Bao giám hiệu[3]
- Hiệu trưởng - Maciej Rogalski, tiến sĩ.
- Trưởng khoa Kinh tế và Quản lý - Martin Dahl, Tiến sĩ.
- Trưởng khoa Luật và Quản trị - Anna Konert, Tiến sĩ habil.
- Trưởng khoa Y - Paweł Olszewski, Tiến sĩ

## Khoa và chuyên ngành
- Khoa Kinh tế và Quản lý [4]
  - Kinh tế học
  - tài chính kế toán
  - quan hệ quốc tế
  - Quản lý

Giáo dục của trường đại học cũng bao gồm các nghiên cứu bằng tiếng Anh. Một chương trình đặc biệt được thực hiện cùng với Đại học Anh Quốc cho phép có được hai văn bằng: một tiếng Ba Lan và một tiếng Anh .
- Khoa Luật và Hành chính [4]
  - pháp luật
  - hành chính
  - luật trong kinh doanh

Chất lượng giáo dục tại khoa được xác nhận bởi Ủy ban Kiểm định chất lượng Ba Lan, nơi trao giải thưởng cho chuyên ngành luật . Sinh viên được thực hành tại Phòng khám Luật Sinh viên. Khoa có các trường luật quốc tế cũng như LLM - nghiên cứu duy nhất ở Ba Lan đào tạo luật sư từ khắp nơi trên thế giới cùng với Đại học Boston và Trung tâm Nghiên cứu pháp lý quốc tế tại Salzburg . Sau khi tốt nghiệp, một khả năng tồn tại để có được các bằng cấp tiếp theo, chẳng hạn như bằng cấp học thuật của bác sĩ luật trong lĩnh vực luật, danh hiệu học thuật của bác sĩ habilitatus về luật học trong lĩnh vực luật , cũng như để khởi xướng tố tụng liên quan đến giải thưởng danh hiệu khoa học của Giáo sư của Tổng thống Cộng hòa Ba Lan.
- Khoa y
  - nghiên cứu y học [4]

Đại học Lazarski là trường đại học tư đầu tiên ở Warsaw và là trường thứ hai ở Ba Lan, bắt đầu đào tạo chuyên ngành bác sĩ. Hệ thống chất lượng giáo dục nội bộ đã được điều chỉnh để đáp ứng các yêu cầu sau cải cách khoa học và giáo dục đại học . Khoa có Trung tâm nghiên cứu cơ bản và tiền lâm sàng, bao gồm Phòng thí nghiệm khoa học y tế cơ bản và Phòng thí nghiệm khoa học hình thái .

## Lịch sử[11]
- 1993 - Quyết định của Bộ trưởng Bộ Giáo dục Quốc gia, lôi kéo Người sáng lập, Ryszard azarski, Tiến sĩ thành lập một trường đại học tư thục dưới tên Trường Đại học Thương mại.
- 2000 - Cái chết của người sáng lập và hiệu trưởng của Trường Đại học Thương mại và Luật, Ryszard Łazarski, TS.
- 2000 - Thay đổi tên trường đại học thành Trường Thương mại và Luật cao cấp Ryszard azarski.
- 2004 - Thành lập đơn vị giảng dạy toàn trường, Trung tâm Giáo dục Sau đại học.
- 2010 - Thành lập Quỹ Đại học Lazarski, trao học bổng cho những sinh viên có năng khiếu cần và hỗ trợ cộng đồng địa phương [12].
- 2010 r. - Khánh thành phương pháp và kỹ thuật học từ xa - Học từ xa Lazarski.
- 2010 r. - Đổi tên thành Đại học Lazarski.
- 2012 - Thành lập hợp tác với Đại học Anh Quốc, giới thiệu các chương trình giảng dạy tiếng Anh đã được chứng thực dẫn đến giải thưởng bằng kép: một bằng tiếng Ba Lan của Đại học Lazarski và một của Anh từ Đại học Coventry.
- 2015 - Đại học Ba Lan tốt nhất trong bảng xếp hạng U-Multirank quốc tế được xây dựng theo yêu cầu của Ủy ban Châu Âu [13].
- 2015 - Khoa Kinh tế và Quản lý đứng đầu trong xếp hạng tạp chí ngắn gọn đo lường sự sẵn sàng của sinh viên tốt nghiệp để tham gia vào thị trường lao động [14].
- 2017 - Bắt đầu đào tạo bác sĩ tại Khoa Y.

## Giải thưởng và bảng xếp hạng năm 2018
- Perspektywy - vị trí thứ ba trong bảng xếp hạng trong số các trường đại học cấp MA ngoài công lập [15].
- Hai giải nhất trong cuộc thi Genius Universitatis cho chiến dịch tuyển dụng đại học sáng tạo do Nhà xuất bản Perspektywy tổ chức: Grand Prix trong hạng mục: quảng cáo báo chí hỗ trợ tuyển dụng và Grand Prix trong danh mục: trang web tuyển dụng [16].

## Giải thưởng và bảng xếp hạng năm 2017
- Perspektywy - vị trí thứ ba trong bảng xếp hạng trong số các trường đại học cấp MA ngoài công lập [17].
- Dziennik Gazeta Prawna - vị trí đầu tiên của Khoa Luật và Quản trị trong bảng xếp hạng các trường đại học ngoài công lập [18].
- Khoa Luật và Quản trị của Đại học Lazarski đã được trao giải A trong đánh giá tham số mới nhất của các đơn vị khoa học [19].

## Ấn phẩm
Đại học Lazarski xuất bản hai tạp chí khoa học, trong phần B của danh sách do Bộ Khoa học và Giáo dục Đại học xây dựng: Ius Novum, do Khoa Luật và Quản trị của Đại học Lazarski và Myśl Ekonomzna I Polityczna - một phần tư của Khoa Kinh tế và Quản lý của Đại học Lazarski .

## Khuôn viên
Trường đại học tọa lạc tại Świeradowska 43 thuộc quận Warsaw của Mokotów. Khuôn viên được chia thành sáu khu vực (A, B, C, D, E, F) bao gồm phòng giảng dạy, phòng hội thảo và giảng đường (khu vực lớn nhất, Giảng đường Lech Falandysz, có thể chứa 430 sinh viên). Tòa nhà chứa một thư viện cung cấp quyền tiếp cận hơn 100.000 cuốn sách, cũng như các máy trạm . Trường đại học cũng có Nhà tưởng niệm dành cho Thế chiến II và cho các sự kiện trong Cuộc nổi dậy Warsaw, trong đó người sáng lập trường đại học, Ryszard Łazarski là một người lính của Trung đoàn Baszta, (trung tâm Bastion,) .

## Các trung tâm và đơn vị khoa học được lựa chọn
- Trung tâm Giáo dục Sau đại học của Đại học Lazarski - đơn vị chủ yếu liên quan đến giáo dục của những người có ít nhất bằng tốt nghiệp nghiên cứu cấp một. Nó cung cấp các nghiên cứu sau đại học, chương trình MBA và MPA, đào tạo và dịch vụ tư vấn cho các công ty, tổ chức, hành chính công và các đơn vị chính quyền địa phương. Nó có nhiều năm kinh nghiệm trong việc thực hiện các chương trình liên quan như chăm sóc sức khỏe, tư pháp, huấn luyện, tiếp thị, hàng không và thời trang, v.v. Trung tâm là đối tác cho một số doanh nghiệp và tổ chức mà nó tạo ra một đề nghị tư vấn và đào tạo chung [23].
- Trung tâm ngoại ngữ - đơn vị giảng dạy phụ trách giáo dục ngôn ngữ. Nó thực hiện các khóa học trong 13 ngôn ngữ và hoạt động như một trung tâm kiểm tra cho các kỳ thi quốc tế: TOEIC, TOLES và LCCI. Trung tâm tổ chức các khóa học cho người nước ngoài bắt đầu nghiên cứu ở Ba Lan hoặc muốn cải thiện tiếng Ba Lan của họ, cũng như các lớp học cho sinh viên bên ngoài trường đại học. Từ năm 2016, Trung tâm đã được quyền tổ chức các kỳ thi của nhà nước bằng tiếng Ba Lan dưới dạng ngoại ngữ [24][25].
- Phòng pháp lý sinh viên - đơn vị bao gồm sinh viên và giám sát viên của họ - giáo viên và học viên. Nhóm cung cấp tư vấn pháp lý miễn phí cho người có hoàn cảnh tài chính khó khăn, rút ra ý kiến pháp lý, khiếu nại, v.v. Phòng pháp lý sinh viên tại Đại học Lazarski đã giành chiến thắng trong bảng xếp hạng của Rzeczpospono Lần 2018 trong hạng mục phòng pháp lý đại học công lập và ngoài công lập [26].
- Bộ phận thực tập và giới thiệu việc làm - đơn vị chịu trách nhiệm định hình và hỗ trợ sự phát triển chuyên nghiệp của sinh viên và sinh viên tốt nghiệp Đại học Lazarski, cũng như xác định năng khiếu cá nhân và chuyên nghiệp. Nó tiến hành hoạt động tư vấn và tư vấn, và tổ chức Hội chợ Nhà tuyển dụng hàng năm [27][28].
- Câu lạc bộ sau đại học - từ năm 2009, đơn vị đã liên kết và tích hợp các sinh viên tốt nghiệp của Đại học Lazarski. Nó tổ chức các sự kiện giáo dục, văn hóa và xã hội, và hỗ trợ thiết lập quan hệ kinh doanh thông qua các cuộc họp mạng theo chu kỳ. Nó thúc đẩy sự thành công chuyên nghiệp của các sinh viên tốt nghiệp, trong số những người khác bằng cách tổ chức cuộc thi Kim cương Lazarski và bằng cách công khai thành tích của họ [29].

## Hoạt động sinh viên
Một số tổ chức sinh viên hoạt động tại trường đại học: Chính phủ sinh viên, Phòng khám pháp lý sinh viên, xã hội học thuật, Hiệp hội thể thao học thuật đại học Lazarski, đội cổ vũ. Các sinh viên là người khởi xướng các sự kiện theo chu kỳ, trong số những người khác:
- Đại học TEDx Lazarski - một hội thảo khoa học được TED cấp phép, phổ biến các ý tưởng thú vị và thúc đẩy hành động mới [30].
- Przingsiębiorczość 3.0 (Entusinessurship 3.0) - buổi dạ tiệc cuối cùng của môn học nghiên cứu và Phương pháp nghiên cứu. Sinh viên năm thứ nhất xây dựng và trình bày các mô hình kinh doanh của riêng họ dựa trên mẫu mô hình kinh doanh [31][32].
- Warsaw Business Game - một cuộc thi trong đó các đội từ các trường đại học hàng đầu Warsaw giải quyết một vấn đề mô phỏng tình huống kinh doanh thực tế [33][34].
- Lazarski Talent Show - một sự kiện quảng bá tài năng của sinh viên và cho phép họ tìm được đối tượng rộng hơn [35][36].

## Các môn thể thao
Các sinh viên của trường đại học tham gia một số sự kiện thể thao, bao gồm Giải vô địch học thuật của Ba Lan trong các bộ môn như bóng rổ, bóng đá, judo, quần vợt, bơi lội, vv. Đại học Lazarski có phòng tập thể dục riêng và phòng tập thể dục được trang bị đầy đủ. Trung tâm Giáo dục Thể chất tại Đại học Lazarski tổ chức một sự kiện thường niên nhằm thúc đẩy thể thao và lối sống lành mạnh: Ngày Thể thao . Trung tâm là trụ sở các bộ phận của Hiệp hội Thể thao Học thuật Đại học Lazarski và một đội cổ vũ . Trường đại học có một chương trình chế độ học tập điện tử đặc biệt dành cho người chơi thể thao . Các sinh viên bao gồm những người chơi thể thao thành công như:
- Hubert Hurkacz - hiện là tay vợt giỏi nhất Ba Lan - thứ 112 trong bảng xếp hạng ATP (2018), người tham gia các giải đấu Pháp mở rộng, Wimbledon và Úc mở rộng,
- Weronika Deresz - người chèo thuyền, huy chương vô địch thế giới, người tham gia Thế vận hội Olympic Rio de Janeiro 2016,
- Radosław Paczuski - võ sĩ và võ sĩ muay Thái, nhà vô địch thế giới K-1,
- Karolina Pieńkowska - judoka, nhà vô địch và phó vô địch châu Âu, nhà vô địch cơ sở của châu Âu.